# لی سونگ-هو
لی سونگ-هو (انگلیسی: Lee Seung-ho؛ زادهٔ ۹ سپتامبر ۱۹۸۱) بازیکن بیس‌بال اهل کره جنوبی است.
وی در مسابقات کشوری و بین‌المللی در مجموع برندهٔ ۱ مدال نقره، ۱ مدال برنز شده‌است.